# Roman Bunka

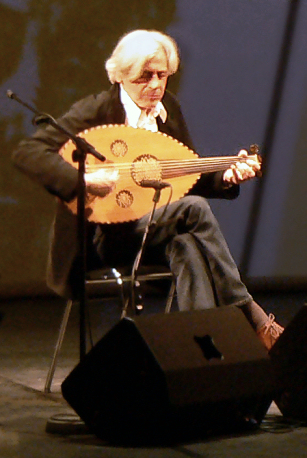
Roman Bunka, 2012

Roman Bunka (* 2. Dezember 1951 in Frankfurt am Main; † 12. Juni 2022 in München) war ein deutscher Oud-Spieler, Gitarrist, Komponist und ein Pionier der Weltmusik-Szene.

## Leben
In den 1970er Jahren spielte Bunka mit Embryo, Mal Waldron, Charlie Mariano, Missus Beastly, Aera und Trilok Gurtu. In den 1980er Jahren veröffentlichte er sein erstes Soloalbum Dein Kopf ist ein schlafendes Auto, das als Avantgarde-Rock mit orientalischen Melodien bezeichnet wurde.  Danach spielte er bei zahlreichen Konzerten in Ägypten, unter anderen zum Jahresanfang 2000 vor den Pyramiden von Gizeh und in Tunesien mit dem Sänger Mohamed Mounir, aber auch mit Abdu Dagir, den Dissidenten und Fathy Salama zusammen.
In den 1990er Jahren begann er, für Regisseure wie Heiner Stadler, Fritz Baumann, Frieder Schlaich und Doris Dörrie Filmmusik zu komponieren. Er verband dabei seine musikalischen Einflüsse, um als „Grenzgänger“ neue Projekte zu präsentieren und den „Dialog der Musikkulturen“ zu erweitern. Im Dokumentarfilm City of Sounds (2014) von Janek Romero wurde Bunka mit seinen ägyptischen Musikerkollegen in Kairo porträtiert.
Über das Album Orientación von Bunka auf seinem „Lieblingsinstrument“ und den ebenfalls in München lebenden Musikern Luis Borda und Jost Heckler schrieb der Musikkritiker Ralf Dombrowski: „Er ist einer der ersten europäischen Musiker, der sich ernsthaft an die Erkundung der Oud wagte und sie aus dem Zusammenhang von Exotismus und Orientalismus herauslöste.“
2010 spielte er mit Ich + Ich den Song Yasmine zusammen mit Mohamed Mounir für das Album Gute Reise ein. Er war auch 2010 auf der Tour von Ich + Ich und beim Bundesvision Songcontest dabei. Roman Bunka lebte in München und wurde außer mit dem Prix Futura der BBC auch mit dem Schwabinger Kunstpreis und mit dem Preis der deutschen Schallplattenkritik ausgezeichnet.
Mehr als 45 Jahre lebte Bunka mit seiner Lebensgefährtin zusammen, der koreanischen Künstlerin und Regisseurin Grace Yoon. Mit ihr realisierte er unter anderem das Album Earborn. Das Paar lebte bis zu Bunkas Tod in einem Gemeinschaftshaus in München. Wenige Wochen vor seinem Tod spielte Bunka mit der Münchner Weltmusikgruppe Jisr (arab.: Brücke) als Gäste des Goethe-Instituts auf Konzerten in Pakistan, Indien, Sri Lanka und Bangladesch. Er starb im Juni 2022 in München an Leberkrebs. Sein Werk und seine Persönlichkeit wurden sowohl in ägyptischen als auch deutschen Medien gewürdigt.

## Diskografie (Auswahl)
- 1971: Embryo: Embryo’s Rache
- 1972: Embryo: Wiesbaden – Live (ed. 2008)
- 1973: Embryo Featuring Charlie Mariano: We Keep On
- 1975: Embryo: Surfin’
- 1976: Embryo: Bad Heads & Bad Cats
- 1977: Embryo: Live (mit Charlie Mariano)
- 1977: Embryo: Apo Calypso
- 1979: Aera: Live
- 1980: Embryo: Embryo’s Reise
- 1980: Dein Kopf ist ein schlafendes Auto
- 1982: Embryo: La Blama Sparozzi
- 1989: Embryo: Turn Peace
- 1992: Vox: From Spain to Spain (nur einige Titel)
- 1992: Abdu Dagir: Malik al Taksim (Enja)
- 1993: Sainkho Namchilak / Grace Yoon / Iris Disse: Tunguska-Guska (Eine Meteoriten-Oper) (mit Sunny Murray, Hartmut Geerken)
- 1993: Dissidenten: Jungle Book
- 1995: Color Me Cairo (Enja)
- 1996: Grace Yoon & Roman Bunka: Earborn (Jaro, mit Greetje Bijma, Trinovox, Albert Kuvezin)
- 2004: Borda, Bunka, Hecker: Orientación (Enja, mit Luis Borda und Jost Hecker)
- 2010: Hammond Schneider & Roman Bunka: Abadan
- 2010: Ich + Ich: Yasmine
- 2020: Jisr: Too Far Away
- 2023: Jisr: Wah Wah! (Enja)[10]

## Filmmusik (Auswahl)
- 1991: Tatort: Die chinesische Methode
- 1993: Tatort: Alles Palermo
- 1995: Halbmond (Frieder Schlaich, nach Kurzgeschichten von Paul Bowles)[11]
- 1996: Tatort: Schattenwelt
- 1996: Kriegsbilder
- 1997: Polizeiruf 110: Feuer!
- 1998: Bin ich schön? (Doris Dörrie)
- 2002: Anansi
- 2002: Eclipse
- 2012: Karim

## Auszeichnungen
- 1993: Prix Futura der BBC, als Produzent für das Hörspiel Tunguska-Guska von Grace Yoon, Sainkho Namtchylak, Iris Disse[12]
- 1995: Preis der deutschen Schallplattenkritik für Color Me Cairo mit Malachi Favors und ägyptischen Musikern
- 2014: Schwabinger Kunstpreis